# Bahamasair
Bahamasair – bahamskie narodowe linie lotnicze z siedzibą w Nassau. Głównym węzłem jest port lotniczy Nassau.
Agencja ratingowa Skytrax przyznała liniom trzy gwiazdki.

## Flota
- 2 samoloty Boeing 737-200
- 6 samolotów Bombardier Dash 8 Q300